# Explosion d'Accra de 2015
Le 4 juin 2015, une explosion et un incendie se sont produits à une station d'essence dans la capitale du Ghana, Accra, tuant 256 personnes,,,.

## Explosion
La station de la GOIL (Ghana Oil Company) dans la région du centre-ville, a été utilisée comme un abri contre les fortes pluies et les inondations qui touchaient la ville, et ont rassemblé des gens, des voitures et des bus, dans l'attente de leurs différentes destinations lorsque l'explosion s'est produite. La source de l'explosion est inconnue, bien qu'elle ait eu lieu dans la station de réservoirs de carburant. Un survivant a dit que le courant a été coupé avant l'explosion, mais une fois que le courant a été rétabli, ils ont entendu un "pop" et puis le feu s'est déclaré. 96 personnes qui s'étaient mises à l'abri à la gare, ont été tuées par le feu.
En raison de l'inondation, de l'eau était mélangée avec le carburant, et lorsque les réservoirs ont explosé, l'eau a aidé à la propagation de l'incendie dans les bâtiments à proximité, tuant davantage de citoyens. Les précipitations et les inondations ont rendu difficiles les efforts de sauvetage,.